# 周瓢蜡蝉属
周瓢蜡蝉属（学名：Choutagus）是瓢蜡蝉科下的一个属。

## 下属物种
本属包括以下物种：
- 长顶周瓢蜡蝉 Choutagus longicephalus Zhang, Wang & Che, 2006